# Stour (Kent)
Pour les articles homonymes, voir Stour.

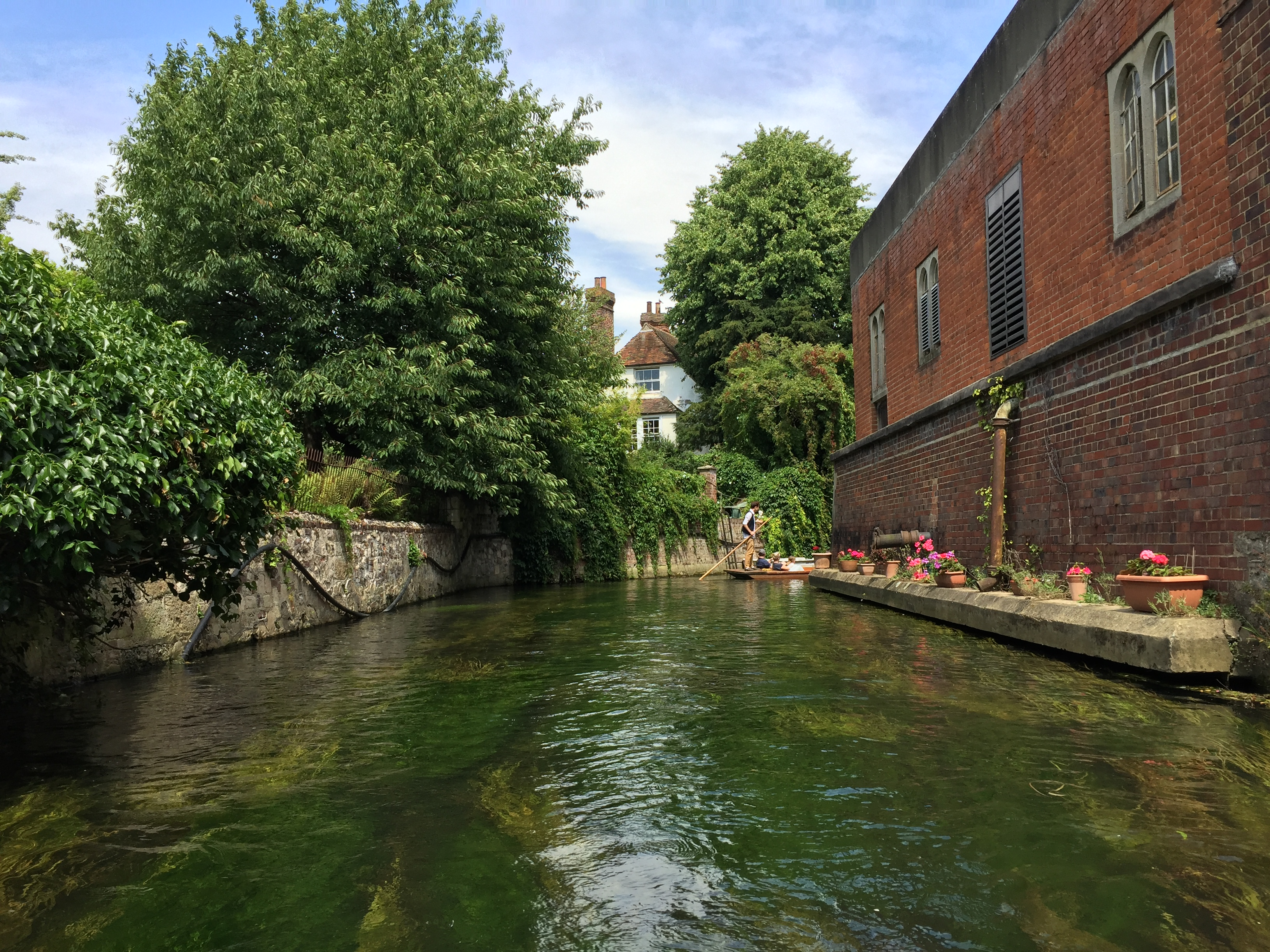
La Stour, ici à Canterbury.

La Stour est un fleuve du Kent en Angleterre ayant sa source à Lenham et se jetant dans la mer du Nord à Pegwell Bay (en). En amont de Plucks Gutter, où elle rencontre la Little Stour (en), elle est couramment appelée Great Stour. Sa partie supérieure, en amont de sa confluence avec l’East Stour (en) à Ashford, est appelée Upper Great Stour ou West Stour.